# Tenhi
Tenhi är ett finskt band som bildades 1996 och spelar melankolisk, folk-influerad rockmusik.
Tenhis musik är minimalistisk och mörk. Rytminstrumenten följer oftast reglerna för modern rockmusik men sång och övriga instrument är mycket influerade av folkmusik. Sättningen är akustisk gitarr, bas och trummor, men bandet använder sig också ofta av instrument som piano, violin, viola och flöjt. Även didjeridu, mungiga, cello och synth har använts.

## Medlemmar
- Tyko Saarikko - sång, piano, harmonium, synth, gitarr, slagverk, didgeridoo, mungiga, udu
- Ilmari Issakainen - trummor, piano, gitarr, bas, slagverk, körsång
- Ilkka Salminen - sång, gitarr, bas, harmonium, slagverk

Medlemmarna skriver all musik och bestämmer hur skivomslagen ska se ut.
Övriga medverkande musiker:
- Inka Eerola - violin
- Janina Lehto - flöjt
- Jaakko Hilppö - körsång, bas på livespelningar
- Tuukka Tolvanen - körsång, gitarr på livespelningar
- Eleonora Lundell - violin, viola (1998-2001)
- Veera Partanen - flöjt (1999-2000)
- Kirsikka Wiik - cello (på albumet Väre)

## Diskografi
- Kertomuksia (demo, 1997)
- Hallavedet (mcd, 1998)
- Kauan (CD, 1999)
- Airut:ciwi (mcd, 2000)
- Väre (CD, 2002)
- Maaäet (CD, 2006)
- Airut:aamujen (CD, 2006)
- Folk Aesthetic 1996-2006 (2007)